# Río Acequiones
El río Acequiones o río Zárate es una corriente de agua ubicada en la provincia de Tucumán, en la República Argentina. Se forma por el aporte de los ríos  Chulca y Tacanas en el Departamento Trancas.
Su longitud es de 32 km, desembocando en el Río Salí.